# Futbol'nyj Klub Stal' Alčevs'k
Lo Stal' Alčevsk, ufficialmente Futbol'nyj Klub Stal' Alčevsk, è la principale società di calcio di Alčevsk, in Ucraina.

## Storia
Il club venne fondato nel 1935 come Stal' Vorošylovs'k, e durante l'era sovietica non riuscì a raggiungere alcun risultato sportivo degno di nota.
Dopo la dissoluzione dell'Unione Sovietica, il club partecipò per la prima volta alla Vyšča Liha nel 2001, venendo comunque immediatamente retrocesso. Solamente al termine della stagione 2005-2006 il club fece ritorno nella massima serie, dove è rimasto fino al 2006-2007.
Nonostante nella stagione 2012-2013 abbia concluso il campionato al secondo posto, rifiuta la promozione a causa delle scarse condizioni finanziarie. Nel 2015 la squadra è ritirata da ogni competizione, in seguito al conflitto in corso tra Russia e Ucraina.

## Rosa attuale
| N. |                    | Ruolo | Calciatore        |
| -- | ------------------ | ----- | ----------------- |
| 1  | Ucraina (bandiera) | P     | Ivan Pican        |
| 2  | Ucraina (bandiera) | D     | Vitalij Jermakov  |
| 3  | Ucraina (bandiera) | D     | Anton Chromych    |
| 4  | Ucraina (bandiera) | A     | Oleksandr Lohinov |
| 5  | Ucraina (bandiera) | D     | Maksym Kovaljov   |
| 7  | Ucraina (bandiera) | A     | Jasyn Chamid      |
| 8  | Ucraina (bandiera) | C     | Dmytro Ždanov     |
| 9  | Ucraina (bandiera) | C     | Andrij Skarloš    |
| 10 | Ucraina (bandiera) | C     | Ihor Hordja       |
| 11 | Ucraina (bandiera) | C     | Roman Loktionov   |

| N. |                    | Ruolo | Calciatore          |
| -- | ------------------ | ----- | ------------------- |
| 14 | Ucraina (bandiera) | D     | Dmytro Nazarenko    |
| 17 | Ucraina (bandiera) | C     | Mykyta Poljuljach   |
| 19 | Ucraina (bandiera) | C     | Anatoliy Masalov    |
| 20 | Ucraina (bandiera) | C     | Ruslan Mamutov      |
| 21 | Ucraina (bandiera) | D     | Maksym Maksymenko   |
| 24 | Camerun (bandiera) | A     | Colince Ngaha       |
| 25 | Ucraina (bandiera) | C     | Vitalij Tymofijenko |
| 31 | Ucraina (bandiera) | P     | Hennadij Hanjev     |
| 32 | Ucraina (bandiera) | C     | Jurij Batiušyn      |
| 33 | Ucraina (bandiera) | P     | Andrij Komaryc'kyj  |

## Stadio
Lo Stadio Stal', che ospita le partite interne, ha una capacità di 9.200 spettatori.

## Palmarès

### Competizioni nazionali
- Perša Liha: 1

2004-2005

### Altri piazzamenti
- Perša Liha:

Secondo posto: 1999-2000, 2012-2013
Terzo posto: 1995-1996, 2009-2010, 2010-2011, 2013-2014